# Nova Rock Festival
Nova Rock Festival, eller blot Nova Rock, er en musikfestival, som har eksisteret siden 2005. Den afholdes i juni i Burgenland nær Nickelsdorf i det østligste Østrig nær grænsen til Ungarn og Slovakiet. Den bliver organiseret af Nova Music Entertainment, som er et samarbejde mellem Musicnet, FKP Scorpio og flere tidligere medarbejdere fra Wiesen, som de forlod i 2004 interne uenigheder.

## 2018 lineup
Dato: 14. - 17. Juni 2018
| Blue Stage         | Blue Stage          | Blue Stage              | Blue Stage        | Red Stage         | Red Stage    | Red Stage                          | Red Stage                   |
| 14. Juni           | 15. Juni            | 16. Juni                | 17. Juni          | 14. Juni          | 15. Juni     | 16. Juni                           | 17. Juni                    |
| Die Toten Hosen    | Avenged Sevenfold   | Volbeat                 | Iron Maiden       | Marilyn Manson    | The Prodigy  | Billy Idol                         | The Bloody Beetroots        |
| Seiler und Speer   | Rise Against        | Limp Bizkit             | Killswitch Engage | Parkway Drive     | Gentleman    | Faithless Dj Set                   | Sunrise Avenue              |
| Kraftklub          | Jonathan Davis      | Bullet for My Valentine | The Raven Age     | Megadeth          | Bad Religion | Wizo                               | Billy Talent                |
| Stone Sour         | Arch Enemy          | Body Count ft. Ice-T    |                   | Skillet           | OK Kid       | Brian Fallon & The Howling Weather | Passenger                   |
| Hollywood Undead   | Life of Agony       | Baroness                |                   | Asking Alexandria | Mad Caddies  | Dame                               | Enter Shikari               |
| Dead Cross         | Eisbrecher          | Turbobier               |                   | Meshuggah         | Anti-Flag    | LaBrassBanda                       | Less Than Jake              |
| Black Stone Cherry | Nothing But Thieves | Stick to Your Guns      |                   | Shinedown         | Krautschadl  | Donots                             | Wendi's Böhmische Blasmusik |
| All Them Witches   | Beast In Black      | Lionheart               |                   | Starcrawler       | The Struts   | The Last Internationale            |                             |
|                    |                     |                         |                   |                   |              | Voting Act                         |                             |

| Red Bull Brandwagen Stage |                 |                     |
| 14. Juni                  | 15. Juni        | 16. Juni            |
| Thrice                    | Leo Moracchioli | Powerflo            |
| Thy Art is Murder         | Crazy Town      | Oceans Ate Alaska   |
| Our Hollow Our Home       | Alazka          | Adam Angst          |
| The Charm The Fury        | Jugo Ürdens     | Boon                |
| Marrok                    | Ebow            | We Blame The Empire |
| Massendefekt              | Culture Abuse   | Tuxedoo             |
| Ego Kill Talent           | Black Cage      | Dream Owner         |

## 2017 lineup
Dato: 14. - 17. Juni 2017
| Blue Stage              |
| 14.Juni (Warm Up)       |
| Fatboy Slim             |
| Linkin Park             |
| Five Finger Death Punch |
| Steel Panther           |
| Airbourne               |
| La Pegatina             |
| Like A Storm            |
| A Caustic Fate          |

| Blue Stage                    | Blue Stage           | Blue Stage             | Red Stage                 | Red Stage         | Red Stage                   | Red Bull Brandwagen Stage | Red Bull Brandwagen Stage | Red Bull Brandwagen Stage |
| 15. Juni                      | 16. Juni             | 17. Juni               | 15. Juni                  | 16. Juni          | 17. Juni                    | 15. Juni                  | 16. Juni                  | 17. Juni                  |
| Blink 182                     | System Of A Down     | Green Day              | Slayer                    | Beginner          | The Hoff                    | Stray From the Path       | Callejon                  | Emil Bulls                |
| Pendulum                      | Prophets of Rage     | Rancid                 | In Flames                 | Knife Party       | Sabaton                     | Touché Amoré              | Moose Blood               | Hacktivist                |
| Good Charlotte                | Kreator              | Broilers               | A Day To Remember         | 187 Strassenbande | Hatebreed                   | Alazka                    | All Faces Down            | Lower Than Atlantis       |
| Alter Bridge                  | Of Mice & Men        | Simple Plan            | Mastodon                  | SSIO              | Epica                       | Kaiser Franz Josef        | View                      | MC Bomber                 |
| Me First and the Gimme Gimmes | Pierce the Veil      | Machine Gun Kelly      | Gojira                    | Dawa              | Black Star Riders           | The Raven Age             | Freiraum5                 | Mallory Knox              |
| Danko Jones                   | Sleeping With Sirens | Rag'n'Bone Man         | Architects                | Jamaram           | Suicide Silence             | Red Sun Rising            | As Lions                  | Ahzumjot                  |
| Suicidal Tendencies           | Four Year Strong     | Feine Sahne Fischfilet | The Dillinger Escape Plan | Alex Vargas       | Eskimo Callboy              | Me + Marie                | Rant                      | The Overalls              |
| Shame                         | Code Orange          | Dead!                  | Devildriver               | Tschebberwooky    | Black Inhale                |                           |                           |                           |
|                               |                      |                        | Avatar                    |                   | Wendi's Böhmische Blasmusik |                           |                           |                           |

## 2016 lineup
Dato: 10. - 12. Juni 2016
| Blue Stage      | Blue Stage       | Blue Stage       | Red Stage                             | Red Stage          | Red Stage                   | Red Bull Brandwagen Stage       | Red Bull Brandwagen Stage | Red Bull Brandwagen Stage       |
| 10. Juni        | 11. Juni         | 12. Juni         | 10. Juni                              | 11. Juni           | 12. Juni                    | 10. Juni                        | 11. Juni                  | 12. Juni                        |
| The Offspring   | Alice Cooper     | Deftones         | Bullet for My Valentine               | Seiler und Speer   | Heaven Shall Burn           | New Year's Day                  | Roman Geike (de)          | Noah Kin                        |
| Garbage         | Dropkick Murphys | K.I.Z            | Trivium                               | Alligatoah         | Killswitch Engage           | Frank Carter & The Rattlesnakes | Max Raptor                | Jesper Munk                     |
| Editors         | August Burns Red | NOFX             | Children Of Bodom                     | Tom Odell          | Behemoth                    | GWLT                            | Bombus                    | Lian                            |
| LaBrassBanda    | Periphery        | Mono & Nikitaman | Skindred                              | Steve 'N' Seagulls | We Came As Romans           | The Wanton Bishops              | Black Inhale              | Skolka                          |
| Vintage Trouble | Caliban          | Gary Clark Jr.   | Atreyu                                | Zebrahead          | The Amity Affliction        | This Amity                      | Famp                      | TBC                             |
| White Miles     | Slaves           | Graham Candy     | Tesseract                             | Krautschadl        | Drescher                    | Local Heroes Sieger             | M.P.                      | James Choice & The Bad Deosions |
| Bones           | Attila           | The Struts       | Bloodsucking Zombies From Outer Space | Viech              | Contest Band                |                                 |                           |                                 |
|                 |                  |                  |                                       |                    | Wendi's Böhmische Blasmusik |                                 |                           |                                 |

## 2015 lineup
Dato: 12. - 14. Juni 2015
| Blue Stage    | Blue Stage             | Blue Stage              | Red Stage              | Red Stage         | Red Stage                               | Red Bull Brandwagen Stage | Red Bull Brandwagen Stage | Red Bull Brandwagen Stage |
| ------------- | ---------------------- | ----------------------- | ---------------------- | ----------------- | --------------------------------------- | ------------------------- | ------------------------- | ------------------------- |
| 12. Juni      | 13. Juni               | 14. Juni                | 12. Juni               | 13. Juni          | 14. Juni                                | 12. Juni                  | 13. Juni                  | 14. Juni                  |
| Scooter       | Wolfgang Ambros        | Slipknot                | Beatsteaks             | Nightwish         | Deichkind                               | Lagwagon                  | Soltafir                  | Orchid                    |
| Mötley Crüe   | Die Toten Hosen        | Motörhead               | Rise Against           | In Flames         | Farin Urlaub Racing Team                | Mambo Kurt                | Rakede                    | Northlane                 |
| Lamb of God   | Die Fantastischen Vier | Five Finger Death Punch | Eagles of Death Metal  | Papa Roach        | The Gaslight Anthem                     | Code Orange               | Heisskalt                 | Antilopen Gang            |
| Mastodon      | Kraftklub              | Hollywood Undead        | Guano Apes             | In Extremo        | Madsen                                  | Friska Viljor             | Betontod                  | All Faces Down            |
| Parkway Drive | Rea Garvey             | All That Remains        | Yellowcard             | Epica             | Jennifer Rostock                        | Drescher                  | Milk+                     |                           |
| Godsmack      | Frank Turner           | Eluveitie               | All Time Low           | Asking Alexandria | Fiva                                    |                           |                           |                           |
| Life of Agony | L7                     | Powerwolf               | Backyard Babies        | Callejon          | Moop Mama                               |                           |                           |                           |
| Deathstars    | Blue Pills             | Beyond the Black        | Feine Sahne Fischfilet | The Answer        | Alkbottle                               |                           |                           |                           |
|               | Turbobier              |                         |                        |                   | Wendi's böhmische Blasmusik & Alkbottle |                           |                           |                           |

## 2014 lineup
Dato: 13. - 15. Juni 2014
| Blue Stage     | Blue Stage                    | Blue Stage          | Red Stage                   | Red Stage        | Red Stage        | Red Bull Brandwagen Stage | Red Bull Brandwagen Stage | Red Bull Brandwagen Stage |
| 13. Juni       | 14. Juni                      | 15. Juni            | 13. Juni                    | 14. Juni         | 15 Juni          | 13. Juni                  | 14. Juni                  | 15. Juni                  |
| The Prodigy    | David Hasselhoff              | Black Sabbath       | Volbeat                     | Seeed            | Soundgarden      | Skillet                   | The Badpiper              | Crowbar                   |
| Limp Bizkit    | Iron Maiden                   | Avenged Sevenfold   | Slayer                      | Mando Diao       | The Offspring    | Memphis May Fire          | Blitz Kids                | Kaiser Franz Josef        |
| Casper         | Amon Amarth                   | Rob Zombie          | Steel Panther               | Sunrise Avenue   | Fettes Brot      | Gerard                    | The Graveltones           | Battlecross               |
| Seether        | Anthrax                       | Hatebreed           | Black Stone Cherry          | Awolnation       | Dropkick Murphys | Reignwolf                 | Stu Larsen                | Huntress                  |
| Irie Révoltés  | Trivium                       | Black Label Society | Phil Anselmo                | Mono & Nikitaman | Bad Religion     | Birth of Joy              | Brute                     | Powerman 5000             |
| The Used       | Ghost                         | Walking Papers      | Sepultura                   | Samy Deluxe      | Ed Kowalczyk     | Sharron Levy              | Tuxedo                    | Against Our Burial        |
| Crazy Town     | Epica                         | Arch Enemy          | Bring Me the Horizon        | K.I.Z.           | Karnivool        | Silent Grey               | Cursed by the Fallen      | Dreaded Downfall          |
| Panteón Rococó | Emergency Gate feat. Haddaway | Miss May I          | Buckcherry                  |                  |                  |                           |                           |                           |
|                |                               |                     | Wendi's böhmische Blasmusik |                  |                  |                           |                           |                           |

## 2013 lineup
Dato: 14. - 16. Juni 2013
Confirmed bands:
| Blue Stage              | Blue Stage      | Blue Stage           | Red Stage              | Red Stage     | Red Stage                   |
| 14. Juni                | 15. Juni        | 16. Juni             | 14. Juni               | 15. Juni      | 16. Juni                    |
|                         |                 |                      |                        | Hans Söllner  |                             |
| Rammstein               | Kiss            | Kings of Leon        | Thirty Seconds to Mars | Deichkind     | Volbeat                     |
| Airbourne               | HIM             | Sportfreunde Stiller | Within Temptation      | Gentleman     | Korn                        |
| Sabaton                 | Amon Amarth     | Biffy Clyro          | A Day to Remember      | Stereophonics | Bullet for my Valentine     |
| Five Finger Death Punch | Parkway Drive   | Paramore             | Anti Flag              | Bauchklang    | Papa Roach                  |
| Kreator                 | Dragonforce     | Coheed and Cambria   | Coal Chamber           | IAMX          | Asking Alexandria           |
| Testament               | Cradle of Filth | Steven Wilson        | P.O.D.                 | Bosse         | Dir En Grey                 |
| Hellyeah                | Amaranthe       | Passenger            | Gallows                | Ohrbooten     | Caliban                     |
| Heaven's Basement       | The 69 Eyes     | Johnossi             | The Ghost Inside       | The Bots      | The Sword                   |
|                         |                 | Fidlar               |                        |               | Wendi's Böhmische Blasmusik |

## 2012 lineup
Dato: 08. - 10. Juni 2012
Confirmed bands:
| Blue Stage          | Blue Stage      | Blue Stage     | Red Stage            | Red Stage        | Red Stage    |
| 08. Juni            | 09. Juni        | 10. Juni       | 08. Juni             | 09. Juni         | 10. Juni     |
| Linkin Park         | Die Toten Hosen | Metallica      | Marilyn Manson[A]    | Limp Bizkit      | Evanescence  |
| Rise Against        | Billy Talent    | Nightwish      | Within Temptation[A] | Machine Head     | The BossHoss |
| The Offspring       | Cypress Hill    | Slayer         | Refused              | Dimmu Borgir     | Corey Taylor |
| The Baseballs       | Kasabian        | Mastodon       | Lamb of God          | Opeth            | Mad Caddies  |
| The Gaslight Anthem | Everlast        | Oomph!         | Killswitch Engage    | Schandmaul       | Turbonegro   |
| Lagwagon            | Eisbrecher      | Trivium        | Steel Panther        | Hatebreed        | Russkaja     |
| The Answer          | Puddle of Mudd  | As I Lay Dying | August Burns Red     | Biohazard        | Awolnation   |
| Royal Republic      | Livingston      | Gojira         | DevilDriver          | Triggerfinger    | Cancer Bats  |
| Gun                 | WBTBWB          | Devin Townsend | Shinedown            | While She Sleeps | AxeWound     |

[A]Canceled due to storm.

## 2011 lineup
Dato: 11. - 13. Juni 2011
Confirmed bands:
| Blue Stage             | Blue Stage          | Blue Stage                 | Red Stage      | Red Stage             | Red Stage           |
| 11. Juni               | 12. Juni            | 13. Juni                   | 11. Juni       | 12. Juni              | 13. Juni            |
| Linkin Park            | Volbeat             | Otto & Die Friesenjungs[A] | The Darkness   | Flogging Molly        | System of a Down    |
| Thirty Seconds to Mars | Korn                | Iron Maiden                | In Extremo     | 3 Doors Down          | Social Distortion   |
| Wolfmother             | Danzig              | Motörhead                  | HammerFall     | Sublime with Rome     | Pendulum            |
| Guano Apes             | Cavalera Conspiracy | In Flames                  | Sick of It All | Duff McKagan's Loaded | Alter Bridge        |
| Dredg                  | Times of Grace      | Bring Me the Horizon       | Eisbrecher     | Broilers              | The Sounds          |
| Plain White T's        | Black Stone Cherry  | Escape the Fate            | Pain           | Katzenjammer          | Boysetsfire         |
| Silverstein            | Clutch              | Architects                 | First Blood    | Jennifer Rostock      | The Pretty Reckless |
| Framing Hanley         | Asking Alexandria   | Neaera                     | Turisas        | Blood Red Shoes       | Yashin              |
| Crash Kings            | Blood Command       | Seek & Destroy             | Sister Sin     | Kellermensch          | Adept               |

[A]Special Late Night Attraction

## 2010 lineup
Dato: 11. - 13. Juni 2010
Confirmed bands as of Nov 23, 2009:
| Blue Stage            | Blue Stage       | Blue Stage      | Red Stage            | Red Stage         | Red Stage                    |
| 11. Juni              | 12. Juni         | 13. Juni        | 11. Juni             | 12. Juni          | 13. Juni                     |
| Rammstein             | Green Day        | Beatsteaks      | Deichkind            | Slayer            | Bullet for My Valentine      |
| Stone Temple Pilots   | Joan Jett        | The Prodigy     | Sportfreunde Stiller | Hatebreed         | Killswitch Engage            |
| Ska P                 | The Hives        | The Bosshoss    | Kate Nash            | Amon Amarth       | Deftones                     |
| Stone Sour            | Enter Shikari    | Alice in Chains | Bauchklang           | Heaven Shall Burn | As I Lay Dying               |
| Slash                 | Danko Jones      | Bela B          | Hot Water Music      | Skindred          | Unearth                      |
| Subway to Sally       | Zebrahead        | Alkbottle       | Russkaja             | Bleeding Through  | 36 crazyfists                |
| Airbourne             | The Sorrow       | The Get Up Kids | Saint Lu             | Negative          | A Day to Remember            |
| Hellyeah              | Red Lights Flash | Datarock        | Guadalajara          | From Dawn to Fall | Job for a Cowboy             |
| Dillinger Escape Plan |                  | The Gogets      | Calibro 35           | Cynic             | Creature with the Atom Brain |

## 2009 lineup
Confirmed bands as of 4 April 2009:
| Blue Stage         | Blue Stage              | Blue Stage             | Red Stage           | Red Stage         | Red Stage                    |
| 19. Juni           | 20. Juni                | 21. Juni               | 19. Juni            | 20. Juni          | 21. Juni                     |
| Metallica          | Placebo                 | Die Toten Hosen        | Nine Inch Nails     | In Extremo        | Machine Head                 |
| Slipknot           | Kaiser Chiefs           | Limp Bizkit            | Faith No More       | Chickenfoot       | Dimmu Borgir                 |
| Mastodon           | Chris Cornell           | Guano Apes             | Gogol Bordello      | Killswitch Engage | Trivium                      |
| Disturbed          | Staind                  | Madsen                 | Sunrise Avenue      | Monster Magnet    | Static-X                     |
| Black Stone Cherry | Dredg                   | Less Than Jake         | The Gaslight Anthem | All That Remains  | Sevendust                    |
| Caliban            | Lacuna Coil             | Duff Mc Kagan's Loaded | The Living End      | Dir En Grey       | Bring Me the Horizon         |
| Sonic Syndicate    | Expatriate              | 3 Feet Smaller         | Julia               | Atrocity          | August Burns Red             |
| Drumatical Theatre | The Druango Riot        | Kilians                | The Temper Trap     | Eisbrecher        | And So I Watch You From Afar |
| Xenesthis          | No Head on My Shoulders | Zeronic                | Rolo Tomassi        | Centao            | Kontrust                     |

## 2008 lineup
Confirmed lineup:
| Blue Stage      | Blue Stage                 | Blue Stage               | Red Stage           | Red Stage         | Red Stage               |
| 13. Juni        | 14. Juni                   | 15. Juni                 | 13. Juni            | 14. Juni          | 15. Juni                |
| Die Ärzte       | The Verve                  | Rage Against the Machine | Sex Pistols         | Motörhead         | Judas Priest            |
| NOFX            | Beatsteaks                 | Incubus                  | Cavalera Conspiracy | In Flames         | Bullet for My Valentine |
| MIA.            | Gavin Rossdale             | Kid Rock                 | Jonathan Davis      | Bad Religion      | Disturbed               |
| Ash             | New Model Army             | Rise Against             | Porcupine Tree      | Subway to Sally   | Alter Bridge            |
| Alkbottle       | Calico Soul                | Anti Flag                | Airbourne           | Opeth             | Enter Shikari           |
| Hundred Reasons | The Godfathers             | The Weakerthans          | Rose Tattoo         | Sonic Syndicate   | Skindred                |
| Donots          | Melee                      | Guadalajara              | Volbeat             | Alpha Galates     | Black Tide              |
| Panteon Rococo  | Sunshine (Czech band) (cs) | Jaguar Love              | From First to Last  | Kill Hannah       | TBA                     |
| ZOX             | Die Mannequin              | Vanilla Sky              | The Sorrow          | Fire in the Attic | Spout                   |

## 2007 lineup
Nova Rock Festival 2007 took place from the 15th to the 17th of Juni with the following lineup:
Headliners: Billy Talent, The Smashing Pumpkins, Marilyn Manson, Pearl Jam, Slayer, The Killers,
The festival also consisted of bands including: Linkin Park, Machine Head, In Flames, Papa Roach, Reel Big Fish, Incubus, Mando Diao, The Hives, Me First and the Gimme Gimmes, Children of Bodom, Less Than Jake, Flogging Molly, Mastodon, Thirty Seconds to Mars, Isis, Aiden, In Extremo, Ill Niño, Within Temptation, Hayseed Dixie, The BossHoss and Chimaira.
| Blue Stage                    | Blue Stage         | Blue Stage             | Red Stage      | Red Stage           | Red Stage         |
| 15. Juni                      | 16. Juni           | 17. Juni               | 15. Juni       | 16. Juni            | 17. Juni          |
| The Smashing Pumpkins         | Billy Talent       | Pearl Jam              | Marilyn Manson | The Killers         | Slayer            |
| Incubus                       | In Extremo         | Linkin Park            | In Flames      | Mando Diao          | Flogging Molly    |
| The Hives                     | Machine Head       | Thirty Seconds to Mars | Stone Sour     | My Chemical Romance | Children of Bodom |
| Me First and the Gimme Gimmes | Papa Roach         | Bright Eyes            | Lordi          | Less Than Jake      | Drowning Pool     |
| Editors                       | Reel Big Fish      | Frank Black            | Helmet         | Modest Mouse        | Clawfinger        |
| IAMX                          | Mastodon           | Sunrise Avenue         | Ill Niño       | Sarah Bettens       | Chimaira          |
| Fotos                         | Bosshoss           | Hinder                 | Isis           | The Dykeenies       | Aiden             |
| Johnossi                      | Hardcore Superstar | Hayseed Dixie          | Negative       | Excuse Me Moses     | The Staggers      |
| Under the Influence of Giants | In This Moment     | Across the Delta       | Devildriver    | TBA                 | Spout             |

## 2006 lineup
The 2006 Nova Rock festival was held from 15th to 17 Juni (Thursday to Saturday). It was the first year that the festival had two large stages (blue and red).
The first bands officially announced on the Nova Rock homepage were:
Guns N' Roses, Placebo, Metallica, Tool, Queens of the Stone Age, Massive Attack, Motörhead, Madsen, Billy Talent, Hard-Fi, Guadalajara, Seeed, Bodyrockers, She Male Trouble, Sportfreunde Stiller, Lagwagon, Subway to Sally and Julia.
| Blue Stage              | Blue Stage      | Blue Stage                        | Red Stage               | Red Stage            | Red Stage         |
| 15. Juni Thursday       | 16. Juni Friday | 17. Juni Saturday                 | 15. Juni Thursday       | 16. Juni Friday      | 17. Juni Saturday |
| Metallica               | Placebo         | Guns N' Roses                     | Sportfreunde Stiller    | The Sisters of Mercy | Seeed             |
| Motörhead               | Massive Attack  | Tool                              | Queens of the Stone Age | Subway to Sally      | MIA.              |
| Alice in Chains         | Live            | Bloodhound Gang                   | Hard-Fi                 | Lagwagon             | Madsen            |
| Alter Bridge            | Starsailor      | Oomph!                            | Deus                    | Gogol Bordello       | Keith Caputo      |
| Avenged Sevenfold       | The Datsuns     | Apocalyptica                      | Elbow                   | Kashmir              | Julia             |
| Stone Sour              | The Sounds      | Opeth                             | BodyRockers             | Panteón Rococó       | Virginia Jetzt!   |
| Bullet for My Valentine | Billy Talent    | Die Krupps                        | Living Things           | The Locos            | Disco Ensamble    |
| Trivium                 | The Answer      | Sebastian Bach                    | Zeronic                 | She-male Trouble     | Matt Boroff       |
| Bloodsimple             | Tyler           | Jesus Christ Smokes Holy Gasoline |                         | Guadalajara          |                   |
| Unheilig                |                 |                                   |                         |                      |                   |

Originally Korn were announced to play the festival, but had to cancel it, as well as the "Nova Rock Encore", a concert in Vienna which they were expected to play with Deftones, Soulfly and Devildriver.

## 2005 lineup
Die Ärzte, Audioslave, Bad Acid Trip, Beatsteaks, Boysetsfire, Core, Green Day, In Extremo, La Vela Puerca, Mando Diao, Marilyn Manson, Moneybrother, Nightwish, The Prodigy, Soulfly, System of a Down, Weezer, Wir sind Helden
|                                       |                                      |                   |                |
| 9. Juni                               | 10. Juni                             | 11. Juni          | 12. Juni       |
| System of a Down                      | Die Ärzte                            | The Prodigy       | Green Day      |
| Audioslave                            | Marilyn Manson                       | Nightwish         | Millencolin    |
| Wir sind Helden                       | Weezer                               | Soulfly           | Boysetsfire    |
| Beatsteaks                            | Mando Diao                           | In Extremo        | 3 Feet Smaller |
| La Vela Puerca                        | The (International) Noise Conspiracy | Reel Big Fish     |                |
| Moneybrother                          | Mudvayne                             | The Dissociatives |                |
| Team Sleep                            | Madsen                               | The Hellacopters  |                |
| Trail of Dead                         | Core                                 | Schandmaul        |                |
| The Eighties Matchbox B-Line Disaster |                                      | Exilia            |                |